# Sveti Križ (Budinščina)
Sveti Križ est un village de la municipalité de Budinščina (comitat de Krapina-Zagorje) en Croatie. Au recensement de 2011, le village comptait 128 habitants.